# موتور شماره ۲ مرتع‌داری شهید امیر طاهر
موتور شماره ۲ مرتع‌داری شهید امیر طاهر یک منطقهٔ مسکونی در ایران است که در دهستان دهسرد واقع شده‌است. موتور شماره ۲ مرتع‌داری شهید امیر طاهر ۸۸ نفر جمعیت دارد.